# Homme-singe de New Delhi
L'homme-singe de New Delhi ou Kala Bandar (litt : « Homme-singe noir ») est une créature mystérieuse qui serait apparue à New Delhi en 2001.

## Détails
En mai 2001, la police de New Delhi a reçu des rapports mentionnant une créature à l'apparence de singe qui apparaissait la nuit dans la capitale et attaquait des gens. Les témoignages étaient souvent différents mais tendaient à décrire le monstre comme mesurant 1,20 m, étant couvert d'épais poils noirs, portant un casque de métal à visage découvert, brandissant des griffes de métal, aux yeux rouges brillants et portant un habit avec trois boutons sur la poitrine,.
Entre le 10 et le 25 mai 2001, la police reçoit près de 400 appels. Les individus se plaignent d'avoir été griffés, et deux personnes trouvèrent même la mort en sautant du haut de bâtiments, apparemment après avoir été poursuivis par cet être. La police, exaspérée, mit en circulation des portraits-robots afin de capturer cet "Homme-singe" et offrit une récompense de 50 000 roupies.

## Accidents
- Le 15 mai, une femme enceinte entendit de ses voisins qu'ils avaient vus l'Homme-singe, et elle tomba des escaliers en s'enfuyant. Elle mourra des suites d'un choc à la tête[1],[5].
- Un mystique errant hindou mesurant 1,20 m fut battu par une foule en colère qui l'avait pris pour l'homme-singe[5].
- Le 18 mai, un chauffeur de camionnette fut attaqué et subit plusieurs fractures de la part d'agresseurs qui le confondirent avec l'homme-singe.

## Verdict
Aucun « homme-singe » n'a été photographié ou capturé et la panique se dissipa. On déduisit que les égratignures que les victimes avaient reçues n'avaient été causées que par des chats, des rats ou des petits singes. Les sceptiques ont ajouté que New Delhi avait des problèmes d'électricité à l'époque et que les lumières de la ville étaient souvent éteintes la nuit - bien que lorsque les policiers avaient besoin d'enquêter sur l'attaque d'un monstre mi-homme, mi-singe, ils s'assuraient que les lumières étaient allumées.
L'essentiel des attaques ont eu lieu dans les quartiers pauvres de New Delhi. Les victimes étaient surtout des hommes, issus d'une population pauvre et peu éduquée. La situation a été décrite comme un cas d'hystérie de masse, amplifiée par la chaleur, les coupures de lumière et de possible farceurs,.